# Boris Peškovič
Boris Peškovič (* 30. Juni 1976 in Topoľčany) ist ein ehemaliger slowakischer Fußballspieler. Er bestritt insgesamt 117 Spiele in der slowakischen Corgoň liga, der polnischen Ekstraklasa, der portugiesischen Primeira Liga und der rumänischen Liga 1. Im Jahr 2010 gewann er mit CFR Cluj die rumänische Meisterschaft.

## Karriere als Spieler
Peškovič begann seine Karriere bei ŠK Slovan Bratislava. 2008 wechselte er ablösefrei zu Académica de Coimbra in die portugiesische SuperLiga. Am 24. August 2008 gab er sein Debüt, als er bei der 0:1-Niederlage gegen CF Estrela Amadora spielte. Im Sommer 2009 wechselte er nach Rumänien zu CFR Cluj. Dort war er aber hinter Nuno Claro und Eduard Stăncioiu nur der dritte Torwart im Kader. Nachdem er mit dem Team die Meisterschaft 2010 gewonnen hatte, wurde sein Vertrag Ende 2010 aufgelöst.
Anfang 2011 kehrte Peškovič zum 1. FC Tatran Prešov in seine slowakische Heimat zurück. Für sein neues Team bestritt er lediglich vier Spiele und beendete die Saison 2010/11 auf dem vorletzten Platz, der den Klassenverbleib bedeutete. Er verließ den Klub im Sommer 2011 zu Górnik Zabrze nach Polen. Hier kam er nur einmal zum Zuge und schloss sich in der Winterpause Zweitligist Wisła Płock an, mit dem er am Saisonende absteigen musste. Danach beendete er im Sommer 2012 seine aktive Laufbahn.

## Karriere als Trainer
Nach dem Ende seiner aktiven Laufbahn wurde Peškovič im März 2013 Torwarttrainer bei Pogoń Stettin.

## Erfolge
- Rumänischer Meister: 2010
- Rumänischer Pokalsieger: 2010

## Privates
Boris ist der ältere Bruder von Michal, der ebenfalls Fußballprofi ist.